# 48. Armee (Rote Armee)
Die 48. Armee (russisch: 48-я армия) war im Zweiten Weltkrieg ein Großverband der Roten Armee, der 1942 an der Ostfront eingesetzt wurde. Vom Sommer bis Herbst 1943 kämpfte die Armee am Nordabschnitt des Kursker Frontbogens und danach bei der Operation Kutusow im Raum Orjol. Von Herbst 1943 bis Mai 1945 nahm die Armee als Teil der Zentralfront, der 1., 2. und 3. Weißrussischen Front an den Offensiven von Kursk, Tschernigow-Pripjat, Gomel-Retschitza, in Weißrussland und beim Einbruch in Ostpreußen teil.

## Geschichte

### Erste Formation
Die 48. Armee wurde am 7. August 1941 aus dem Oberkommando der Einsatzgruppe Nowgorod unter Führung des Generalleutnants Stepan Dimitrijewitsch Akimow aufgestellt, die ursprüngliche Zusammensetzung bestand aus folgenden Einheiten:
- 1. Leningrader Volksmilizdivision (Raion Kirow)
- 70. Schützendivision
- 128. Schützendivision
- 237. Schützendivision
- 1. Separate Gebirgsschützenbrigade
- 21. Panzerdivision

Die 48. Armee wurde der Nordwestfront zugeteilt und war für die linke Flanke der Front nördlich des Ilmensees verantwortlich. Das Armeeoberkommando hatte auch das Kommando über die Ilmensee-Marine-Abteilung. Am 12. August startete die Armee zusammen mit der 11., 27. und 34. Armee mehrere Gegenangriffe gegen das deutsche X. Armeekorps im Raum Staraja Russa. Diese Angriffe konnten nur wenig Territorium zurückgewinnen, verzögerten jedoch den deutschen Vormarsch auf Leningrad um eine weitere Woche. Anschließend übernahm die 48. Armee Stellungen zwischen Luga und Nowgorod als Teil des Luga-Verteidigungsabschnittes. Luga fiel am 20. August. Die 48. Armee war danach ein abgekämpfter Torso, der nur noch beim erneuten deutschen Vormarsch durchbrochen aus 6.230 Mann und 31 Kanonen bestand und wurde südöstlich von Leningrad verlegt, mit dem Befehl, den Sektor Grusino-Ljuban zu verteidigen. Am 23. August wurde die Armee der Nordfront unterstellt.
Am 1. September umfasste die 48. Armee nur die 128. und 311. Schützendivision, eine Gebirgs-Schützenbrigade, das 541. Reserve-Artillerie-Regiment und die Reste der 21. Panzerdivision. Schwere Angriffe des deutschen XXXIX. motorisierten Korps zwangen die Armee, den Eisenbahnknoten von Mga aufzugeben. Dem Armeekommandanten General Akimow wurde befohlen, die verlorene Stadt zurückzuerobern, was mit Hilfe einer neuen NKWD-Grenzschutz-Division gelang, doch die Stadt ging am nächsten Tag erneut verloren. In der ersten Septemberwoche bahnte sich die deutsche 20. motorisierte Division, verstärkt mit Teilen der 12. Panzerdivision einen Weg nach Norden, eroberte am 8. September Schlüsselburg am Ladogasee und isolierte Leningrad im Osten. Am 12. September wurden die Überreste der 48. Armee aufgelöst und der neuen 54. Armee zugeteilt.

### Zweite Formation
Eine neue 48. Armee (2. Formation) wurde am 20. April 1942 auf der Grundlage des Oberkommandos des 28. Mechanisierten Korps (2. Formation) als Teil der Brjansker Front im Raum Jelez gebildet. Die Armeetruppen nahmen die Verteidigung entlang des Flusses Korobka westlich von Nowosil auf.
Armeegliederung am 1. Juni 1942
- 1. und 6. Garde-Schützendivision
- 8., 211. und 284. Schützendivision
- 109., 118. und 122. Schützendivision
- 80. und 202. Panzerbrigade
- Artillerie- und Pioniereinheiten
- Luftunterstützung: 879. leichte Bomber-Regiment

Ende Juni–Juli 1942 führten die Armeetruppen Verteidigungskämpfe an der Linie von Bolschoi Malinowetz, Salegosch (55 km östlich der Stadt Orel), Setenjowo, Swetitski (30 km westlich der Stadt Liwni) und hielten diese Linie bis Februar 1943 fest.

### 1943
Im Februar 1943 ging die 48. Armee in die Offensive und erreichte bis zum 23. Februar den Raum südwestlich von Nowosil und nördlich von Maloarchangelsk. Ab dem 13. März wurde die Armee der Zentralfront (2. Formation) zugewiesen.
Armeegliederung am 3. Juli 1943
42. Schützenkorps, Generalmajor Konstantin Stepanowitsch Kolganow
- 6., 70. und 75. Garde-Schützen-Division

73. Schützenkorps, Generalmajor Pawel Fjodorowitsch Batizki
- 16., 73., 137., 143. und 170. Schützendivision

Während der Schlacht bei Kursk unterstützte die Armee bis Mitte Juli 1943 die Verteidigung der 13. Armee gegenüber der deutschen 9. Armee im Raum Ponyri. Bei der Orjoler Operation fiel Ende August der stellvertretende Befehlshaber der Armee, Generalmajor Konstantin Ignatjewitsch Novik während eines deutschen Artillerieschlages bei der Bahnstation Dischnia.
Die Armeetruppen nahmen dann an der Befreiung der Städte Nowgorod-Sewerski (16. September), Nowosybkow (25. September) und Slynka (26. September) teil.
Die Truppen der 48. Armee bauten die Offensive nach Gomel aus und säuberten bis zum 10. Oktober zusammen mit der 65. und 61. Armee das linke Ufer des Flusses Sosch. Dieser Fluss wurde südlich von Gomel überquert und diese Stadt umfasst.
Während der Tschernigow-Pripjater Operation der Zentralfront wurde Dobrusch (10. Oktober) und in der Gomel-Retschitza-Operation der Weißrussischen Front die Stadt Retschitza (17. November 1943) und Gomel (26. November 1943). Ab dem 20. Oktober war die Armee Teil der Weißrussischen Front und kämpfte bis zum Ende ersten Novemberdekade um den Erhalt des Brückenkopfes am rechten Flussufer des Sosch.

### 1944
Im Januar 1944 führten die Truppen der 48. Armee eine Operation in Richtung Bobruisk durch, um ihre Stellungen zu verbessern.
Am 5. April wurde die Armee der Weißrussischen Front (2. Formation) zugeteilt, am 16. April wurde sie dann Teil der 1. Weißrussischen Front (2. Formation).
Armeegliederung am 22. Juni 1944
29. Schützen-Korps, Generalmajor Andrei Matwejewitsch Andrejew
- 194. Schützen-Division, Oberst Pawel Prokofjewitsch Opjakin
- 102. Schützen-Division, Oberst Markijan Petrowitsch Pogrebnjak
- 217. Schützen-Division, Oberst Nikolai Pawlowitsch Massonow

42. Schützen-Korps, Generalleutnant Konstantin Stepanowitsch Kolganow
- 137. Schützen-Division, Generalmajor Fjodor Nikititsch Schabrew
- 170. Schützen-Division, Oberst Anton Michailowitsch Pusirewski
- 399. Schützen-Division, Oberst Danil Wassiljewitsch Kasakewitsch

53. Schützen-Korps, Generalmajor Iwan Alexejewitsch Gartzew
- 17. Schützen-Division, Oberstleutnant Alexander Pawlowitsch Lukin
- 73. Schützen-Division, Oberst Stepan Fedorowitsch Petrowski
- 96. Schützen-Division, Oberst Fatjich Garilowitsch Bulatow

Die 48. Armee operierte ab 23. Juni erfolgreich in der Operation Bagration und eroberte in der Bobruisker Operation die Stadt Shlobin (26. Juni). Im Zusammenwirken mit der 65. Armee wurde die im Raum Bobruisk eingeschlossene Gruppierung der deutschen 9. Armee zerschlagen und diese Stadt am 29. Juni sowie Stołpce am 2. Juli zurückerobert.
Die 48. Armee setzte die Offensive auf Baranowitschi und Brest fort, zerschlug in Zusammenarbeit mit der 65. und 28. Armee Einheiten der deutschen 2. Armee im Raum Baranowitschi und drang in dreitägigen Kämpfen bis Ende Juli in den Raum südlich von Surasch vor. Die Armee war seit Beginn der Offensive in Weißrussland etwa 150 km tief vorgedrungen und erreichte während der Lomscha-Ruschaner Operation bis zum 4. September den Fluss Narew. Zwischen Roschan und Pultusk wurde ein erster Brückenkopf zum ersten Vorstoß mach Ostpreußen errichtet. Seit dem 21. September 1944 war die 48. Armee Teil der 2. Weißrussischen Front.

### 1945
Im letzten Kriegsjahr 1945 nahm die 48. Armee als Teil der 2. Weißrussischen Front (ab 11. Februar 3. Weißrussische Front) an der Schlacht um Ostpreußen teil. Bei Beginn dieser Operation wurde Maków Mazowiecki (15. Januar), Mława und Przasnysz (18. Januar), Allenstein (22. Januar), Morungen (23. Januar) und Tolkemit (26. Januar). Während der Mlawa-Elbinger Operation unter der 2. Weißrussischen Front wurde Braunsberg (20. März) genommen und im Verband der 3. Weißrussischen Front eine Gruppierung der deutschen 4. Armee in der Heilsberger Operation zerschlagen. Die Truppen der 48. Armee erreichten am 25. März die Bucht am Frischen Haff und führten vom 1. bis 5. Mai die Schlussoffensive an der Ostseeküste durch. Im September 1945 wurde das Oberkommando zur Bildung des Militärbezirks von Kasan verwendet.
Armeegliederung am 1. Mai 1945
29. Schützenkorps, Generalleutnant Jakow Stepanowitsch Fokanow
- 73. Schützendivision
- 102. Schützendivision
- 217. Schützendivision

42. Schützenkorps, Generalmajor Konstantin Stepanowitsch Kolganow
- 137. Schützendivision
- 170. Schützendivision
- 399. Schützendivision

53. Schützenkorps, Generalmajor Iwan Alexejewitsch Gartzew
- 17. Schützendivision
- 96. Schützendivision
- 194. Schützendivision

Artillerieteile:
- 3. Garde-Artillerie-Durchbruchdivision
- 7. Garde-Artillerie-Brigade
- 8. und 22. Garde-Kanonen-Artillerie-Brigade
- 68. Kanonen-Artillerie-Brigade
- 392. Korps-Artillerieregiment
- 570. Korps-Artillerieregiment
- 2. Kanonenartillerie-Regiment
- 220. Garde-Panzerabwehr-Artillerie-Regiment
- 479. Mörserregiment
- 6. Garde-Mörserregiment der Raketenartillerie
- 66. Flugabwehr-Artillerie-Division

Gepanzerte Truppen:
- 253. Panzerregiment
- 513. Flammenwerfer-Panzerregiment
- 881., 1199. und 1902. mobiles Artillerie-Regiment
- 271. Separates motorisiertes Spezialbataillon

Ingenieurtruppen:
- 4. und 57. Ingenieurbrigade
- 8. Pontonbrückenbrigade

## Führung
Oberbefehlshaber
- Generalleutnant Stepan Dmitrijewitsch Akimow, 7. August 1941 bis 31. August 1941
- Generalleutnant Maxim Antonowitsch Antonjuk, 1. bis 12. September 1941
- Generalmajor Alexander Georgjewitsch Samochin, April bis 3. Mai 1942
- Generalmajor Grigori Alexejewitsch Chaljusin, 3. Mai 1942 bis 11. Februar 1943
- Generalleutnant Prokofi Logwinowitsch Romanenko, 12. Februar 1943 bis 15. Dezember 1944
- Generalleutnant Nikolai Iwanowitsch Gusew, 15. Dezember 1944 bis 9. Mai 1945

Stabschefs
- Generalmajor Dmitri Nikolajewitsch Gusew, 4. bis 23. August 1941
- Oberst S. W. Orlow, 23. August bis 12. September 1941
- Generalmajor Sergei Semjonowitsch Birjusow, April 1942 bis 4. Dezember 1942
- Generalmajor Michail Wladimirowitsch Bobkow, 4. Dezember 1942 bis 26. November 1943
- Generalmajor Iwan Semjonowitsch Glebow, 26. November 1943 bis 9. Juli 1945

Mitglieder des Militärrates
- Divisionskommissar Pjotr Nikolajewitsch Kulikow, 4. August 1941 bis 12. September 1941
- Brigadekommissar Pawel Iwanowitsch Krainow, 3. bis 19. Mai 1942
- Generalmajor Nikolai Alexandrowitsch Istomin, 19. Mai 1942 bis 9. Mai 1945